# Comuna Dobârceni, Botoșani
Dobârceni este o comună în județul Botoșani, Moldova, România, formată din satele Bivolari, Brăteni, Cișmănești, Dobârceni (reședința), Livada și Murguța.

## Demografie
Componența etnică a comunei Dobârceni
     Români (95,74%)
     Alte etnii (0%)
     Necunoscută (4,26%)
Componența confesională a comunei Dobârceni
     Ortodocși (95,38%)
     Alte religii (0,31%)
     Necunoscută (4,31%)
Conform recensământului efectuat în 2021, populația comunei Dobârceni se ridică la 2.253 de locuitori, în scădere față de recensământul anterior din 2011, când fuseseră înregistrați 2.729 de locuitori. Majoritatea locuitorilor sunt români (95,74%), iar pentru 4,26% nu se cunoaște apartenența etnică. Din punct de vedere confesional, majoritatea locuitorilor sunt ortodocși (95,38%), iar pentru 4,31% nu se cunoaște apartenența confesională.

## Politică și administrație
Comuna Dobârceni este administrată de un primar și un consiliu local compus din 11 consilieri. Primarul, Dorel Bunduc[*], de la Partidul Social Democrat, este în funcție din octombrie 2020. Începând cu alegerile locale din 2024, consiliul local are următoarea componență pe partide politice:
|  | Partid                          | Consilieri | Componența Consiliului | Componența Consiliului | Componența Consiliului | Componența Consiliului | Componența Consiliului | Componența Consiliului | Componența Consiliului |
|  | ------------------------------- | ---------- | ---------------------- | ---------------------- | ---------------------- | ---------------------- | ---------------------- | ---------------------- | ---------------------- |
|  | Partidul Social Democrat        | 7          |                        |                        |                        |                        |                        |                        |                        |
|  | Partidul Național Liberal       | 2          |                        |                        |                        |                        |                        |                        |                        |
|  | Alianța pentru Unirea Românilor | 1          |                        |                        |                        |                        |                        |                        |                        |
|  | Alianța Național Creștină       | 1          |                        |                        |                        |                        |                        |                        |                        |